# Inkhundla Ekukhanyeni
L'Inkhundla Ekukhanyeni, o solo Kukhanyeni, è uno dei sedici tinkhundla del distretto di Manzini, nell'eSwatini.

## Geografia antropica

### Suddivisioni amministrative
L'Inkhundla è suddiviso nei 14 seguenti imiphakatsi: Bhekinkhosi, Ebutfonweni, Embheka, Engcayini, Engwazini, Enkiliji, Ensenga, Enyakeni, Esankolweni, Eswaceni, Kantunja, Maliyaduma, Mdayaneni, Mkhulamini.